# Barrancominas
Barrancominas est une municipalité colombienne, situé dans le département de Guainía. Il a sous sa juridiction Mapiripana, ancien corregimiento départemental devenu corregimiento.

## Histoire
Barrancominas est un ancien corregimiento départemental du département de Guainía.
À la suite d'une ordonnance validée par l'Assemblée départementale du Guainía en juillet 2019,  Barrancominas devient officiellement une municipalité le 1er décembre de la même année, dont dépend dorénavant le corregimiento Mapiripana. Norela Rodríguez Sandoval en devient le premier maire.

## Démographie
Selon les données récoltées par le DANE lors du recensement de 2005, Barrancominas, qui est alors un corregimiento départemental, compte une population de 1 262 habitants.

## Liste des maires
- Depuis 2019 : Norela Rodríguez Sandoval